# Ostnohřbetka ovocná
Ostnohřbetka ovocná (Stictocephala bisonia) je druh ostnohřbetky. Někdy býva řazen také do rodu Ceresa.

## Výskyt
Ostnohřbetka ovocná pochází ze Severní Ameriky, ale rozšířila se po celé jižní Evropě a je přítomna též na Blízkém Východě a severní Africe.

## Popis
Ostnohřbetka ovocná je zbarvena jasnou zelenou barvou a má trojúhelníkový tvar. Ten slouží jako mimikry a díky němu tento hmyz může napodobovat trn nebo větvičku. Své druhové jméno získala ostnohřbetka kvůli podobnosti profilu s tvarem těla bizona. Tento druh měří 6 až 8 mm a má průhledná křídla.

## Chování
Ostnohřbetka ovocná se rozmnožuje během letních měsíců. Samci vábí samičky pomocí zpěvu, který je na rozdíl od písní cikád a crvčků pro lidi neslyšitelný. Samice kladou vajíčka mezi červencem a říjnem pomocí čepelovitého kladélka. V každé štěrbině vytvořené samicí je uložen až tucet vajíček, ze kterých se nymfy vylíhnou v květnu a červnu následující rok. Podobají se dospělcům, ale nemají křídla a mají ostřejší vzhled. Sestupují ze stromů, kde se vylíhly a živí se na travinách a plevelech. V následujícím měsíci a půl se několikrát svlékají, než dosáhnou dospělosti. Poté se vrátí na stromy.
Jak dospělci, tak mladí jedinci se živí mízou rostlin, například trnovníku akát (Robinia pseudacacia), jetelů (Trifolium), jilmů (Ulmus) nebo zlatobýlů (Solidago). Je to také občasný škůdce ovocných stromů a škodí mladým sadům, hlavně jabloňovým. V některých částech Evropy je invazní druh.